# Gare de Naples Piazza Carlo III
La gare de Naples Piazza Carlo III était une gare ferroviaire de la ligne Alifana Bassa, ainsi que son terminus sud de 1913 à 1955,. Située sur la Piazza Carlo III, elle desservait la ville de Naples.

## Histoire
La gare fut mise en service le 30 mars 1913 en même temps que la ligne ferroviaire de Naples à Capoue (Alifana Bassa),.
Les voies traversaient toute la place, empruntant la Via Don Bosco, vers l'ancien dépôt de marchandises, réduisant ainsi le trafic de la zone et conduisant ainsi au déplacement du terminus ferroviaire en 1955 près du dépôt de marchandises, à la hauteur de l'institut Don Bosco.
Après la Seconde Guerre mondiale, en raison de l'urbanisation croissante de l'arrière-pays napolitain, le service ferroviaire n'était plus suffisant pour répondre aux besoins ; c'est pourquoi, le 20 février 1976, l'exploitation de la ligne a été suspendue, en prévision de la construction d'une nouvelle ligne de métro allant plus à l'est.

## Bâtiments
La gare disposait de 2 quais, dont il ne reste rien, et du bâtiment voyageurs, qui existe toujours et est utilisé par un hôtel et un café,,.